# برداشت (فیلم)
برداشت (به هندی: Bardaasht) فیلمی محصول سال ۲۰۰۴ و به کارگردانی ایشوار نیواس است. در این فیلم بازیگرانی همچون بابی دئول، لارا دوتا، ریتیش دشموک، تارا شارما، راهول دو، شیواجی ساتام ایفای نقش کرده‌اند.

## داستان
آدیتیا شیرواستاو (بابی دئول) یک سرگرد ارتش و فردی کاملاً وظیفه‌شناس است او به خاطر حفظ جان یک غیرنظامی از دستور مافوقش سرپیچی می‌کند و برای همین از ارتش اخراج می‌شود نامزد او پایال(لارا دوتا) که یک وکیل است و همچنین دختر فرمانده آدیتیا هم هست به خاطر شرط پدرش که همسر او حتماً باید یک نظامی باشد از او جدا می‌شود.
آدیتیا به شهر دیگری نقل مکان می‌کند و زندگی جدیدی را آغاز می‌کند تا این که یک روز خبر می‌رسد برادر کوچکش که آنوج(ریتیش دشموک) نام داشته‌است در تعقیب و گریز با پلیس کشته شده‌است. آدیتیا که پس از مرگ پدرش سرپرستی برادرش را برعهده دارد از این موضوع بسیار ناراحت می‌شود او که مطمئن است برادرش پسر خوبی است و اتهام‌های پلیس دروغ است شروع به تحقیقات می‌کند تا بی گناهی او را اثبات نماید.
پس از تحقیقات آدیتیا دوست دختر برادرش را که رامونا(تارا شارما) نام دارد پیدا می‌کند و او که دچار بحران روحی شده‌است، حقیقت ماجرا را می‌گوید و داستان واقعی را تعریف می‌کند که سه پلیس فاسد آنجون را بی‌دلیل بازداشت کرده‌اند و سپس شکنجه کرده‌اند و در اثر شکنجه آنجون مرده‌است. سپس آن‌ها برای اینکه ماجرا را طور دیگری جلوه دهند با صحنه سازی وانمود کرده‌اند آنجون در تعقیب و گریز کشته شده‌است و رامونا که شوکه شده‌است توان شهادت و گفتن واقعیت را ندارد.
آدیتیا روزی تصادفاً پایال را می‌بیند و از او می‌خواهد تاوکیلش باشد در دادگاه ابتدا یکی از کارکنان پلیس به نام محمود قبول می‌کند علیه سه افسر فاسد شهادت دهد اما پیش از ورود به دادگاه کشته می‌شود و سپس رامونا برای شهادت به دادگاه می‌رود اما به دلیل نداشتن تعادل روحی به راحتی قادر به شهادت دادن نیست و روانپزشک او را فردی بیمار معرفی می‌کند و شهادتش نامعتبر می‌شود.
آدیتیا که از قانون ناامید شده‌است سه افسر را گروگان می‌گیرد و آن‌ها را به ساختمان بلندی می‌برد پلیس محل را محاصره می‌کند و از او می‌خواهد تا تسلیم شود اما پیش از رسیدن پلیس ابتدا آدیتیا وانمود می‌کند یکی از آن سه نفر را کشته‌است و سپس یکی دیگر از آن‌ها که از جانش می‌ترسد علیه رئیسش شهادت می‌دهد. کمیسر تاکور(راهول دو) که عصبانی شده خودش را آزاد می‌کند و او را به خاطر شهادتش می‌کشد سپس با آدیتیا درگیر می‌شود اما آدیتیا اسلحه را از او می‌گیرد. سرانجام مأموران پلیس می‌رسند و آدیتیا که در اتاق دوربین کار گذاشته فیلم اعترافات آن‌ها را نشان می‌دهد و سپس پلیس آن دو مأمور فاسد که هنوز زنده هستند را بازداشت می‌کند.